# Drumul european E74
Drumul european E74 este o șosea de clasa A și, după cum se vede din numărul al cărui a doua cifră este pară, este o șosea intermediară est-vest.
Traseul său traversează teritoriile a două state (Franța și Italia) legând Nisa de Alessandria.

## Traseu
| Franța  |                                                         |             |                              |
|         | Traseu                                                  |             | Intersecții Drumuri Europene |
| A8 E80  | Nisa - Menton                                           | Nisa        | E80                          |
| Italia  |                                                         |             |                              |
| A10 E80 | Menton - Ventimiglia                                    |             |                              |
| SS 20   | Ventimiglia - Frontiera cu Franța                       |             |                              |
| Franța  |                                                         |             |                              |
| RN204   | Frontiera cu Italia - tunelul rutier de la Col de Tende |             |                              |
| Italia  |                                                         |             |                              |
| SS 20   | tunelul rutier de la Col de Tende - Cuneo               |             |                              |
| SS 231  | Cuneo - Alba                                            | Fossano     | E714                         |
| A33     | Alba - Isola d'Asti                                     |             |                              |
| SS 231  | Isola d'Asti - Asti                                     |             |                              |
| A21 E70 | Asti - Alessandria                                      | Alessandria | E25                          |